# Шилько Павло Юрійович
Павло Юрійович Шилько (також відомий як DJ Паша; 6 серпня 1977, Междурєченськ, РРФСР) — український радіо- та телеведучий, конферансьє, генеральний продюсер музичної премії «YUNA», засновник і викладач у «V.I.P. DJ Pasha's English club».

## Життєпис
1983 року разом із родиною переселився до Запоріжжя, де завершив середню загальноосвітню школу № 97.
За період 1994—1999 рр. здобув на факультеті іноземних мов Київського національного університету імені Тараса Шевченка вищу освіту за спеціальністю «Переклад» та кваліфікацію філолога, письмового перекладача з іспанської та англійської мов. Також має другу вищу освіту — диплом психолога цього ж вишу.

## Особисте життя
З 2001 року одружений з Ганною Москвич, виховує двох дітей: Софію та Наталію.

## Кар'єра

### Робота на радіо
1996 року розпочав працювати на «Gala Radio». Понад 11 років вів ранкові шоу «Давай вставай», «Маша та Паша», «Gala-ранок», понад 12 років був автором та ведучим хіт-параду «Пашина 20-ка».
За час роботи на «Gala Radio» обіймав посади програмного, креативного та генерального директора радіостанції, президента компанії «Gala Media Group».
Проводив ексклюзивні репортажі з міжнародних подій: Grammy 2000, 2001; Бразильський карнавал 2003; Олімпійські ігри 1996, 2000, 2004, 2006, 2008, 2010, 2012, 2014; Чемпіонат Європи з футболу 2000, 2008; Чемпіонат світу з хокею 2004 тощо.
2002 року, за даними журналу «Медіа Експерт», посів перше місце в рейтингу популярності радіоведучих за травень — червень.
Двічі виступав із доповідями на європейських конференціях Національної асоціації радіомовників: у 2004 році в Лісабоні, у 2008 році в Лондоні.
2007 року встановив рекорд, зареєстрований «Книгою рекордів України» в категорії «Марафон», — найтриваліша зміна діджея в ефірі. Протягом 23–25 квітня провів в ефірі 50 годин 1 хвилину 34 секунди.
2007 року був автором, продюсером та ведучим акції «Gala Radio» «Пан або пропав», визнаної однією з трьох «Найкращих медіаакцій року» на European Radio Awards;
2008 року, за даними компанії «Brand Support», був визнаний найвпізнаванішим радіоведучим України.
2013 року виступив консультантом радіо «Формат» (Запорізька обл.)
2015 року після зімни формату і назви «Gala Radio» був ведучим параду хітів «29 європейців» на новоствореному «Радіо ЄС».

### Робота на телебаченні
На телебаченні з 1999 року, відколи став ведучим телешоу «Меломанія» на телеканалі 1+1.
З того часу і донині також був ведучим телевізійних шоу: «Хочу і буду» (1+1), «Зірковий дует» (Інтер), «З Новим ранком!» (Інтер), «Дивись» (ТЕТ), «Останній комік» (ICTV). Коментував трансляцію церемонії «Оскар» за 2011 рік (Інтер), вів престижні церемонії всеукраїнського значення, які мали телеверсії.
У 2010—2011 роках працював креативним продюсером ранкового шоу «З Новим ранком!» (Інтер), у 2012 році — музичним продюсером телешоу перевтілень «ШОУМАСТГОУОН» (Новий канал).
У 2014 році коментував матчі з великого тенісу на телеканалі XSport.

### Участь у «Євробаченні»
- З «Євробаченням» пов'язаний з початку участі в ньому України:
- 2003 — коментував конкурс «Євробачення-2003» на «Першому національному», працював консультантом конкурсанта від України Олександра Пономарьова.
- 2004 — у прямому ефірі з Києва оголошував результати голосування України.
- 2005 — у парі з Марією Єфросініною був ведучим 50-го конкурсу «Євробачення», що проходив в Україні у 2005 році. Один з організаторів Пісенного конкурсу Євробачення 2005.
- 2006 — коментував конкурс «Євробачення-2006» на «Першому національному», працював консультантом конкурсантки від України Тіни Кароль та був співавтором її конкурсної пісні «Show Me Your Love».
- 2007 — працював консультантом конкурсантки від України Вєрки Сердючки та був співавтором її конкурсної пісні «Dancing Lasha Tumbai».
- 2009 — був ведучим закритої української вечірки конкурсантки від України Світлани Лободи у Москві.
- 2010 — працював консультантом конкурсантки від Азербайджану співачки Safura.
- 2017 — визначений офіційним речником Євробачення 2017.[4]

### Конферанс заходів
Окрім «Євробачення», був ведучим численних масштабних подій та заходів:
- 1998 — Концерт гурту «Prodigy» в Києві;
- 1999 — Концерт гурту «E-Type» в Києві;
- 2000 — Фінал акції «Gala Radio» «Весілля навмання»;
- 2002 — Льодове шоу «Ми чемпіони!»;
- 2002—2005 — Благодійний бал під патронатом посольства США;
- 2003—2005 — Пробіг заради життя;
- 2003—2005 — Дні Європи в Україні;
- 2005 — Президентський бал;
- 2005 — Помаранчевий бал на честь інавгурації Віктора Ющенка;
- 2005 — Церемонія «Вибір року»;
- 2005 — Церемонія «Телетріумф»;
- 2005 — День Землі;
- 2005 — Концерт Браяна Адамса в Києві;
- 2005—2006 — Фестиваль «Золота Лілія»;
- 2005—2006 — Церемонія «Гордість країни»;
- 2006 — Церемонія «Людина року»;
- 2007 — Фінал акції «Gala Radio» «Пан або пропав»;
- 2007—2011 — Благодійний бал-маскарад «Карнавалія»;
- 2011 — 20-річчя американо-українських дипломатичних відносин (20 Years of U.S. — Ukrainian Diplomatic Relations);
- 2011 — Презентація офіційного м'яча «УЕФА Євро 2012»;
- 2011 — Презентація офіційного логотипа «УЕФА Євро 2012»;
- 2012 — 20-річчя Федерації футболу України.
- 2013 — Дні України у Великій Британії.

Від 2003 року є постійним ведучим благодійного заходу міжнародної благодійної організації «Lions Club» в Україні — «Burns Night». Також тричі (у 2006, 2007, 2011 роках) був ведучим благодійного заходу «Kozak Night» для цієї ж організації.
У період 2004—2011 років декілька разів був ведучим святкування Дня незалежності США у Києві.
У період 2004—2005 років вів презентації альбомів Ані Лорак, Гайтани, гурту «Ляпіс Трубєцкой».
Також вів та був автором сценарію багатьох клієнтських заходів, зокрема для Coca-Cola, Adidas, Procter & Gamble, JTI, Samsung, Visa, Medoff, Lifecell, McDonalds, Kodak, Kyivstar та ін.

### Продюсування
27 жовтня 2011 року разом із Мохаммадом Захуром заснував українську щорічну національну професійну музичну премію «YUNA». З того ж часу є її генеральним продюсером. Також особисто був режисером-постановником усіх церемоній премії.
У період 2009—2011 років був автором, продюсером та ведучим музичних телевізійних шоу, показаних українськими телеканалами: «Michael Jackson Tribute» (Інтер, MTV), «Кумири 80-90-х» (Інтер), «Діви» (Інтер) та телевізійної версії концерту «Queen Tribute» (К1).
У 2011 році став автором, продюсером та ведучим першого в Україні шоу у форматі «лейт найт» «15 хвилин до завтра» (К1), гостями якого за 3 успішних сезони стали понад 100 відомих особистостей. У 2012 році став автором, продюсером та ведучим більш масштабного шоу такого ж формату «Вечір. Паша. Зорі» (К1).
- Від 2009 року є автором, продюсером та ведучим власних музичних шоу за участю українських зірок:
- 2009—2010 — акустичні вечори серії «One Night Only» (з Тіною Кароль, гуртами «Воплі Відоплясова», «Gorchitza», збірною програмою «Michael Jakcson Tribute»);
- 2010 — акустичний вечір серії «True Ла Ла» з гуртом «Скрябін»;
- 2010—2011 — великі збірні концерти «Michael Jakcson Tribute», «Beatles Tribute», «Queen Tribute»;
- 2012 — музичні вечірки серії «Павло Шилько представляє: Born in the UK», до яких увійшли збірні програми «Elton John Tribute», «Beatles Tribute», «Rolling Stones Tribute»;
- 2013 — збірний музичний вечір «Tribute Fest»;
- 2013 — презентація програми «Час уперед» з ВІА «Жигулі».

### Співавторство пісень
Є співавтором пісень для українських виконавців:
- «Show Me Your Love» Тіна Кароль;
- «Money Doesn't Matter» Тіна Кароль;
- «Life Is Not Enough» («Выше облаков») Тіна Кароль;
- «Honey» («Милый») Тіна Кароль;
- «Love Of My Life» («Намалюю») Тіна Кароль;
- «100 Kisses» Ані Лорак та Олександр Пономарьов;
- «Разом назавжди» Олександр Пономарьов;
- «Why Do I Need To Live Anymore» («Я люблю тільки тебе») Олександр Пономарьов;
- «Do You Want It» Олександр Пономарьов;
- «Dancing Lasha Tumbai» Вєрка Сердючка;
- «I Love» Віталій Козловський;
- «Horizon» Девід Аксельрод.

### Курс англійської мови та інші книги
У 2002 році випустив книгу у складі власного курсу англійської мови «English with DJ Pasha», а у 2004-му відбулося його перевидання. Після цього книга була названа однією із найкращих в Україні за рік.
Також є автором книжок:
- 2002 — «Гала — це життя» (спільно із Джозефом Леміром);
- 2005 — «Ой-кью тест» (спільно зі Славою Говоруном);
- 2010 — «Енциклопедія гарного настрою» (спільно із Ярославом (Говоруном) Чорненьким та Сержем Гагаріним).

## Дублювання та озвучення українською
- Хортон — слон Хортон (дубляж, Постмодерн\Central Production International Group)
- Планета 51 — капітан Чарльз «Чак» Бейкер (багатоголосе закадрове озвучення, Tretyakoff Production на замовлення Aurora Distribution)
- Бригада М — морська свинка Дарвін (дубляж, Le Doyen)
- Секрети домашніх тварин — такса Бодя (дубляж, Le Doyen)
- Секрети домашніх тварин 2 — такса Бодя (дубляж, Le Doyen)
- Мийники автомобілів — голос за кадром

2015 року заснував компанію «P.S.Media», яка займається телебаченням, радіо та організацією різноманітних заходів.

## Цікаві факти
1. Володіє шістьма мовами (українська, російська, англійська, іспанська, італійська, польська).
2. Є автором рекорду України з найтривалішого ведення прямого ефіру на радіо.[2]
3. 2004 року як факелоносець брав участь в Естафеті Олімпійського вогню в Києві.
4. Грає у теніс, вболіває за Роджера Федерера. 2014 року вів відеоблог про теніс на сайті xsport.ua.